# نوخاسته
نوخاسته، در اصطلاح زورخانه، جوان نوچه‌ای است که آزمودگی یافته و پهنه کارهای ورزشی خود را گسترش داده و برای کشتی گرفتن و ورزش‌های «توگودی» به زورخانه‌های دیگر می‌رود.

## منبع
- سایت فرهنگسرا